# العبر (یمن)
 العَبَر  دهستان بزرگی از توابع استان حضرموت در کشور یمن و در شبه جزیره عربستان واقع می‌باشد. دهستانی است تاریخی در شمال (شبوه)، چنانکه مؤرخ (الأکوع) می‌نویسد:  العَبَر  یکی از مساکن (صُراء) از (مَذحَج) بوده‌است. روستایی باستانی که تاریخش به دوره ملوک حمیر می‌رسد.

## جمعیت
جمعیت این دهستان در حدود ۴۰۰ نفر می‌باشد. در روستا آثار دژی وجود دارد که اهالی آن را (حصن ملک الیمن) ابوحسان اسعد ابن ابی یعفر می‌نامند. یکی از ملوک حمیر بوده‌است.

## منبع
- المقحفی، ابراهیم، احمد ، (مُعجَم المُدُن وَالقَبائِل الیَمَنِیَة) ، منشورات دار الحکمة، صنعاء، چاپ پنجم، وانتشار سال ۱۹۸۵ میلادی به (عربی).